# Selecció de futbol del Brasil
La selecció de futbol del Brasil representa al Brasil a les competicions internacionals de futbol. És controlada per la Confederació Brasilera de Futbol.

## Història
El primer partit de la selecció brasilera fou el 1914 enfront l'Exeter City F.C. anglès, a Laranjeiras Estadi (Fluminense), vencent per 2 a 0. La primera gran actuació internacional de la selecció fou a la Copa del Món de Futbol 1938 de França on, de la mà del golejador Leônidas da Silva acabà en tercera posició. L'any 1950 la confederació brasilera organitzà la Copa del Món. Brasil era la gran favorita i el seu triomf a casa semblava clar, però perdé la final contra l'Uruguai per 2 a 1 en un encontre que fou conegut com el Maracanaço. Una de les conseqüències de la final fou el canvi d'uniforme, fins aleshores blanc, a l'actual groc i blau.
La selecció brasilera, malgrat aquesta derrota, es recuperà i de la mà de Pelé, juntament amb altres figures com Djalma Santos, Nílton Santos, Didi, Zito o Garrincha. Guanyà els campionats del món de 1958 i 1962. Al mundial de 1966 no aconseguí una gran actuació, en part per la lesió que sofrí Pelé, però quatre anys més tard, el 1970, tornà a ser campió de la mà d'una nova fornada de grans jugadors que acompanyaren Pelé al títol, com Carlos Alberto, Jairzinho, Tostão, Gérson o Rivelino. Brasil s'adjudicà la copa Jules Rimet en propietat. Després de la retirada de Pelé, la selecció brasilera estigué uns anys a un segon nivell malgrat tenir bons conjunts, com el del mundial de 1982, on tot i ser un dels grans favorits amb jugadors com Zico, Falcão o Sócrates, fou eliminat per Itàlia.
El següent títol mundial arribà el 1994 als Estats Units, amb Romário de principal estrella. Quatre anys més tard perdé la final contra França, però el 2002 tornà a la primera posició mundial de la mà de la darrera fornada de grans jugadors, l'anomenada tres erres, Ronaldo, Rivaldo i Ronaldinho.
L'any 2002, després de guanyar la seva cinquena Copa del Món de Futbol, fou guardonada amb el Premi Príncep d'Astúries dels Esports.

## Equipació
Evolució de l'uniforme de la selecció:
| 1914 | 1916 | 1917 | 1918 | 1919-1938 |

| 1939-1944 | 1945-1953 | 1953 | 1954-avui | 1958-avui (2a) |

## Participacions en la Copa del Món
Campions      Finalistes      Tercers      Quarts
Un requadre vermell indica que eren amfitrions del campionat.
| Historial a la Copa del Món | Historial a la Copa del Món | Historial a la Copa del Món | Historial a la Copa del Món | Historial a la Copa del Món | Historial a la Copa del Món | Historial a la Copa del Món | Historial a la Copa del Món | Historial a la Copa del Món |
| Edició                      | Ronda                       | Posició                     | PJ                          | PG                          | PE                          | PP                          | GF                          | GC                          |
| --------------------------- | --------------------------- | --------------------------- | --------------------------- | --------------------------- | --------------------------- | --------------------------- | --------------------------- | --------------------------- |
| 1930                        | Primera ronda               | 6s                          | 2                           | 1                           | 0                           | 1                           | 5                           | 2                           |
| 1934                        | Primera ronda               | 14s                         | 1                           | 0                           | 0                           | 1                           | 1                           | 3                           |
| 1938                        | Tercera posició             | 3s                          | 5                           | 3                           | 1                           | 1                           | 14                          | 11                          |
| 1950                        | Finalista                   | 2s                          | 6                           | 4                           | 1                           | 1                           | 22                          | 6                           |
| 1954                        | Quarts de final             | 5s                          | 3                           | 1                           | 1                           | 1                           | 8                           | 5                           |
| 1958                        | Campions                    | 1s                          | 6                           | 5                           | 1                           | 0                           | 16                          | 4                           |
| 1962                        | Campions                    | 1s                          | 6                           | 5                           | 1                           | 0                           | 14                          | 5                           |
| 1966                        | Primera ronda               | 11s                         | 3                           | 1                           | 0                           | 2                           | 4                           | 6                           |
| 1970                        | Campions                    | 1s                          | 6                           | 6                           | 0                           | 0                           | 19                          | 7                           |
| 1974                        | Quarta posició              | 4s                          | 7                           | 3                           | 2                           | 2                           | 6                           | 4                           |
| 1978                        | Tercera posició             | 3s                          | 7                           | 4                           | 3                           | 0                           | 10                          | 3                           |
| 1982                        | Segona ronda                | 5s                          | 5                           | 4                           | 0                           | 1                           | 15                          | 6                           |
| 1986                        | Quarts de final             | 5s                          | 5                           | 4                           | 1                           | 0                           | 10                          | 1                           |
| 1990                        | Vuitens de final            | 9s                          | 4                           | 3                           | 0                           | 1                           | 4                           | 2                           |
| 1994                        | Campions                    | 1s                          | 7                           | 5                           | 2                           | 0                           | 11                          | 3                           |
| 1998                        | Finalistes                  | 2s                          | 7                           | 4                           | 1                           | 2                           | 14                          | 10                          |
| 2002                        | Campions                    | 1s                          | 7                           | 7                           | 0                           | 0                           | 18                          | 4                           |
| 2006                        | Quarts de final             | 5s                          | 5                           | 4                           | 0                           | 1                           | 10                          | 2                           |
| 2010                        | Quarts de final             | 6s                          | 5                           | 3                           | 1                           | 1                           | 9                           | 4                           |
| 2014                        | Quarta posició              | 4s                          | 7                           | 3                           | 2                           | 2                           | 11                          | 14                          |
| 2018                        | Quarts de final             | 6s                          | 5                           | 3                           | 1                           | 1                           | 8                           | 3                           |
| 2022                        | Quarts de final             | 7s                          | 5                           | 3                           | 1                           | 1                           | 8                           | 3                           |
| 2026                        | Pendent                     | Pendent                     | Pendent                     | Pendent                     | Pendent                     | Pendent                     | Pendent                     | Pendent                     |
| 2030                        | Pendent                     | Pendent                     | Pendent                     | Pendent                     | Pendent                     | Pendent                     | Pendent                     | Pendent                     |
| 2034                        | Pendent                     | Pendent                     | Pendent                     | Pendent                     | Pendent                     | Pendent                     | Pendent                     | Pendent                     |
| Total                       | 5 Títols                    | 5 Títols                    | 114                         | 76                          | 19                          | 19                          | 237                         | 108                         |

## Participacions en la Copa Amèrica
| - 1916 - Tercera posició - 1917 - Tercera posició - 1919 - Campions - 1920 - Tercera posició - 1921 - Finalistes - 1922 - Campions - 1923 - Quarta posició - 1924 - No participà - 1925 - Finalistes - 1926 a 1935 - No participà | - 1937 - Finalistes - 1939 - No participà - 1941 - No participà - 1942 - Tercera posició - 1945 - Finalistes - 1946 - Finalistes - 1947 - No participà - 1949 - Campions - 1953 - Finalistes - 1955 - No participà | - 1956 - Quarta posició - 1957 - Finalistes - 1959 - Finalistes - 1959 - Tercera posició - 1963 - Quarta posició - 1967 - No participà - 1975 - Semifinals - 1979 - Semifinals - 1983 - Finalistes - 1987 - Primera ronda | - 1989 - Campions - 1991 - Finalistes - 1993 - Quarts de final - 1995 - Finalistes - 1997 - Campions - 1999 - Campions - 2001 - Quarts de final - 2004 - Campions - 2007 - Campions - 2011 - Quarts de final | - 2015 - Quarts de final - 2016 - Primera ronda - 2019 - Campions - 2021 - Finalistes - 2024 - Quarts de final |

## Participacions en els Jocs Panamericans
| - 1951 - No participà - 1955 - No participà - 1959 - Finalistes - 1963 - Campions | - 1967 - No participà - 1971 - No participà - 1975 - Campions - 1979 - Campions | - 1983 - Tercera posició - 1987 - Campions - 1991 - No participà - 1995 - Quarts de final | - 1999 - No participà - 2003 - Finalistes - 2007 - Campions - 2011 - |

## Palmarès
- Copa del Món de Futbol: (5) (1958, 1962, 1970, 1994, 2002)
- Copa Amèrica de futbol: (9) (1919, 1922, 1949, 1989, 1997, 1999, 2004, 2007, 2019)
- Copa Confederacions de la FIFA: (4) (1997, 2005, 2009, 2013)

## Entrenadors
En negreta els entrenadors guanyadors de la Copa del Món.
- Adhemar Pimenta (1936-1938; 1942)
- Flávio Costa (1944-1950; 1955; 1956)
- Zezé Moreira (1952; 1954-1955)
- Aymoré Moreira (1953; 1961-1963)
- Vicente Feola (1955; 1958-1960; 1964-1966)
- Osvaldo Brandão (1955-1956; 1957; 1975-1977)
- Teté (1956)
- Silvio Pirilo (1957)
- Pedrinho (1957)
- Dorival Yustrich (1968)
- João Saldanha (1969-1970)
- Mário Zagallo (1970-1974; 1995-1998; 2002)
- Cláudio Coutinho (1977-1980)
- Telê Santana (1980-1982; 1985-1986)
- Carlos Alberto Parreira (1983; 1991-1994; 2003-2006)
- Edu (1983-1984)
- Evaristo de Macedo (1984-1985)
- Carlos Alberto Silva (1987-1988)
- Sebastião Lazaroni (1989-1990)
- Paulo Roberto Falcão (1991)
- Vanderlei Luxemburgo (1998-2000)
- Émerson Leão (2000-2001)
- Luiz Felipe Scolari (2001-2002)
- Carlos Alberto Parreira (2002–2006)
- Dunga (2006–2010)
- Mano Menezes (2010-2012)
- Luiz Felipe Scolari (2012-2014)
- Dunga (2014-2016)[5]
- Tite (2015-2022)
- Ramon Menezes (2023)
- Fernando Diniz (2023-2024)
- Dorival Júnior (2024)
- Carlo Ancelotti (2025- actualitat)